# Hol volt, hol nem volt
Hol volt, hol nem volt (en hongarès Hi havia una vegada) és una pel·lícula hongaresa de 1987 dirigida per Gyula Gazdag.

## Trama
Andris és un nen que viu a Budapest. És concebut quan la seva mare Maria se sent atreta per un misteriós desconegut durant una representació de La flauta màgica. El desconegut desapareix després de la concepció i, com a resultat, l'Andris no coneix el seu pare. La llei estableix que un nen ha de portar el nom del seu pare, encara que el pare sigui desconegut, per evitar la contaminació d'il·legitimitat. Quan la Maria intenta registrar Andris al departament de custòdia dels fills, Andris rep el nom d'un pare fictici. Anota al certificat de naixement de l'Andris el nom del buròcrata amb el qual tracta, Antal Orban.
La Maria mor quan és colpejada al cap per un maó que cau, un accident resultant d'estar al lloc equivocat en el moment equivocat, deixant l'Andris de sobte sense mare. Aleshores marxa a la recerca del seu pare inexistent. Al llarg del camí es troba i és ajudat per La Noia, la jove infermera que el va donar a llum, i que està sola com Andris. Mentrestant, l'amable Orban es cansa de la burocràcia tirànica, i decideix destruir els fitxers dels nens que ha ajudat a legitimar donant-los pares ficticis. Aleshores es proposa trobar Andris. Andris i la noia finalment coneixen Orban i formen la seva pròpia família.
Coneixen escoltes que s'entrenen com a instruments de l'estat, i els escoltes persegueixen Andris, Orban i la noia. Tots tres s'enfilen a l'esquena d'una àguila de pedra, que s'enlaira en vol.

## Repartiment
- Dávid Vermes - Andris
- František Husák - Antal Orban
- Mária Varga - Maria
- Eszter Csákányi - La noia

## Premis
La pel·lícula va guanyar els següents premis:
- Fantafestival 1988 - Millor actriu (Mária Varga)
- Festival Internacional de Cinema de Locarno 1987 - Lleopard de Bronze (Dávid Vermes) (Gran Premi Especial)[3]
- Festival Internacional de Cinema de Salerno 1989 - Gran Premi (Gyula Gazdag)
- XX Festival Internacional de Cinema Fantàstic de Sitges 1987 - Millor pel·lícula (Gyula Gazdag)[4]